# Diecezja San Benedetto del Tronto-Ripatransone-Montalto
Diecezja San Benedetto del Tronto-Ripatransone-Montalto (łac. Dioecesis Sancti Benedicti ad Truentum-Ripana-Montis Alti) – diecezja Kościoła rzymskokatolickiego w środkowych Włoszech, w metropolii Fermo, w regionie kościelnym Marche.
Została erygowana w 1571.